# Мартин Мирчевски
Мартин Мирчевски (Битољ, 11. фебруара 1997) македонски је фудбалер.

## Трофеји, награде и признања

### Екипно
Пелистер
- Куп Македоније : 2016/17.[9]

### Појединачно
- Награда Дискретни хероји за хуманост (заједно с Гораном Антонићем, Ненадом Филиповићем, Ифетом Ђаковцем и Јосипом Ћалушићем)[10]